# Армия тьмы
«Армия тьмы» (англ. Army of Darkness), «Зловещие мертвецы 3: Армия тьмы», «Зловещие мертвецы: Армия тьмы», «Брюс Кэмпбелл против армии тьмы» — американская комедия 1992 года режиссёра Сэма Рэйми. Сценаристами выступили Сэм и Айван Рэйми, продюсерами — Роберт Таперт и исполнитель главной роли Брюс Кэмпбелл. Третий фильм франшизы «Зловещие мертвецы». Фильм имеет рейтинг R.
По сюжету Эш Уильямс через временную воронку перемещается в средневековую Англию времён короля Артура, где ему необходимо найти Некрономикон, сразиться с армией тьмы и суметь вернуться в своё время.
Дино Де Лаурентис не ставил Рэйми никаких условий, дав ему возможность снимать так, как он хочет. А студия Universal Pictures, которая взяла на себя продюсерские функции после успеха картины Рэйми «Человек тьмы», напротив, осталась недовольна финалом картины, и его пришлось изменить с оригинального мрачного на более благоприятный. Однако первоначальный, «мрачный» финал остался в версии фильма для международного проката, дистрибуцией которой занимается Metro-Goldwyn-Mayer. Он был отснят через месяц в Малибу, Калифорния, в том же 1991 году. Спецэффекты к картине создавали две разные студии: одна занималась гримом Брюса Кэмпбелла и Эмбет Дэвидц, а другая — всего остального актёрского состава.
Премьера состоялась 9 октября 1992 года на кинофестивале в Сиджесе. Показ в США начался 19 февраля 1993 года. При бюджете в 11 миллионов долларов фильм собрал 21 миллион в прокате.
Третья лента о Зловещих мертвецах получила очень положительные отзывы. Позже вышли мюзикл (2003), серия комиксов, ролевая игра и сериал под названием «Эш против зловещих мертвецов» (2015—2018).

## Сюжет
После провала во временной портал Эш Уильямс (Брюс Кэмпбелл) попадает в 1300 год, где его находят рыцари короля Артура (Маркус Гилберт). Эша берут в плен, так как считают его подданным Генриха Рыжего, с которым воюет Артур. Его разоружают, отбирая винтовку и пилу, а его машину берут на буксир и вместе с другими пленными отправляют в замок. В замке всех пленных приговаривают к смерти в яме от рук одержимых. Когда приходит очередь Эша, девушка по имени Шейла (Эмбет Дэвидц) кидает в него камень, и он падает в яму, но ему помогает мудрец-советник короля (Йен Эберкромби), скидывая в яму бензопилу, с помощью которой Эш расправляется с одержимыми. Затем Эш в свою очередь освобождает Генриха Рыжего и его спутников, и те на лошадях ускакивают восвояси. Артур в ярости вызывает пытается убить Эша мечом, но не в силах ничего противопоставить огнестрельному оружию (Эш подобрал принесённый мудрецом в замок обрез своей винтовки «Ремингтон».
Мудрец рассказывает Эшу о том, что его появление было предсказано: он должен вернуть книгу мертвых, для того чтобы остановить мертвецов и вернуться в своё время. Эш при помощи кузнеца изготавливает себе полностью функциональный механический протез руки, а вечером соблазняет Шейлу и проводит с ней ночь. Утром он отправляется на поиски книги мёртвых. Спасаясь от напавшего на него демона в лесу, Эш прячется в старой мельнице, где надеется переждать ночь. Дух проникает в помещение, Эш видит в зеркале духа и разбивает зеркало. Успокоившись, он отправляется спать, но в это время из осколков стекла выбираются маленькие человечки, похожие на Эша как две капли воды. Маленькие копии Эша связывают его, пока тот спит, заставляют его открыть рот, в то время, как один из них прыгает в его открытый рот. Эш  выпивает кипяток, чтобы покончить с тем, кого он проглотил. От Эша отделяется его точная копия, которую он убивает выстрелом из дробовика.
Добравшись до кладбища, Эш обнаруживает, что книг больше, чем одна, и ему предстоит выбрать, какая из них настоящая, а какая — ловушка. После того, как он дважды ошибается, в его руках оказывается та самая книга, но он забывает слова, которые должен произнести, дабы не разбудить мертвых: «Klaatu verata nikto». Несмотря на это, он произносит заклинание, заменив забытое слово «случайным» кашлем и отправляется прочь с кладбища, но не успевает пройти и двух метров, как его валят на землю костлявые руки мертвецов. В то время, как Эш сломя голову скачет в замок, его копия восстаёт из могилы.
Вернувшись в замок, Эш сообщает, что выполнил условия договора, и просит вернуть его обратно в его время. Но в этот момент крылатый демон похищает Шейлу, а позже она сама превращается в живого мертвеца. Эш собирает людей для того, чтобы защитить замок и книгу. Используя книги по физике и химии из багажника своей машины, Эш изготавливает взрывчатые вещества, а на машину ставит паровой двигатель. Защитники замка проигрывают битву, но в это время к замку приближаются войска Генриха и переламывают ход сражения. Шейла вновь становится человеком и прощается с Эшем, которого запирают в пещере, снабдив неким напитком, каждая выпитая капля которого позволяет проспать столетие,и велев снова произнести заклинание : «Klaatu verata nikto»  Эш возвращается в наше время и рассказывает клерку в магазине S-Mart о своих приключениях в Средневековье. Клерк Энтони (Тед Рэйми) спрашивает его, правильно ли он произнёс заклинание, а Эш отвечает: «Да… вроде бы». После чего в магазине появляется ведьма, и Эш, схватив Ремингтон, отправляет её обратно в загробный мир.В магазине появляется новая продавщица,чем-то похожая на Шейлу-на рассказ Эша она замечает,что он мог бы остаться в средневековье, учить людей, стать королём,
— на что Эш, целуя её, отвечает, что по-своему он и так король.

## Финал
Существуют две разные версии окончания фильма. В первой версии Эш выпивает семь капель снадобья вместо шести и просыпается в 2100 году, в постапокалиптической Англии, сопровождая пробуждение знаменитым «Я проспал слишком долго!». Зрители на тест-просмотрах посчитали данную концовку слишком пессимистичной и студия попросила Рэйми переснять финал.

## В ролях
- Брюс Кэмпбелл — Эшли (Эш) Уильямс
- Эмбет Дэвидц — Шейла
- Бриджит Фонда — Линда
- Маркус Гилберт — король Артур
- Йен Эберкромби — Мудрец
- Тед Рэйми — Энтони, работник S-Mart
- Билл Моусли — предводитель дедайтов
- Патриша Толлман — одержимая ведьма

## Съёмочная группа
- Режиссёр — Сэм Рэйми
- Сценарий — Сэм Рэйми, Айван Рэйми
- Оператор — Билл Поуп
- Художник-постановщик — Томми Ли Уоллес
- Монтаж — Боб Муравски
- Композитор — Джозеф Лодука, Дэнни Эльфман
- Продюсеры — Дино Де Лаурентис, Роберт Таперт, Брюс Кэмпбелл

## Производство
«Армия тьмы» никогда не называлась «Зловещими мертвецами» никем, кроме фанатов.

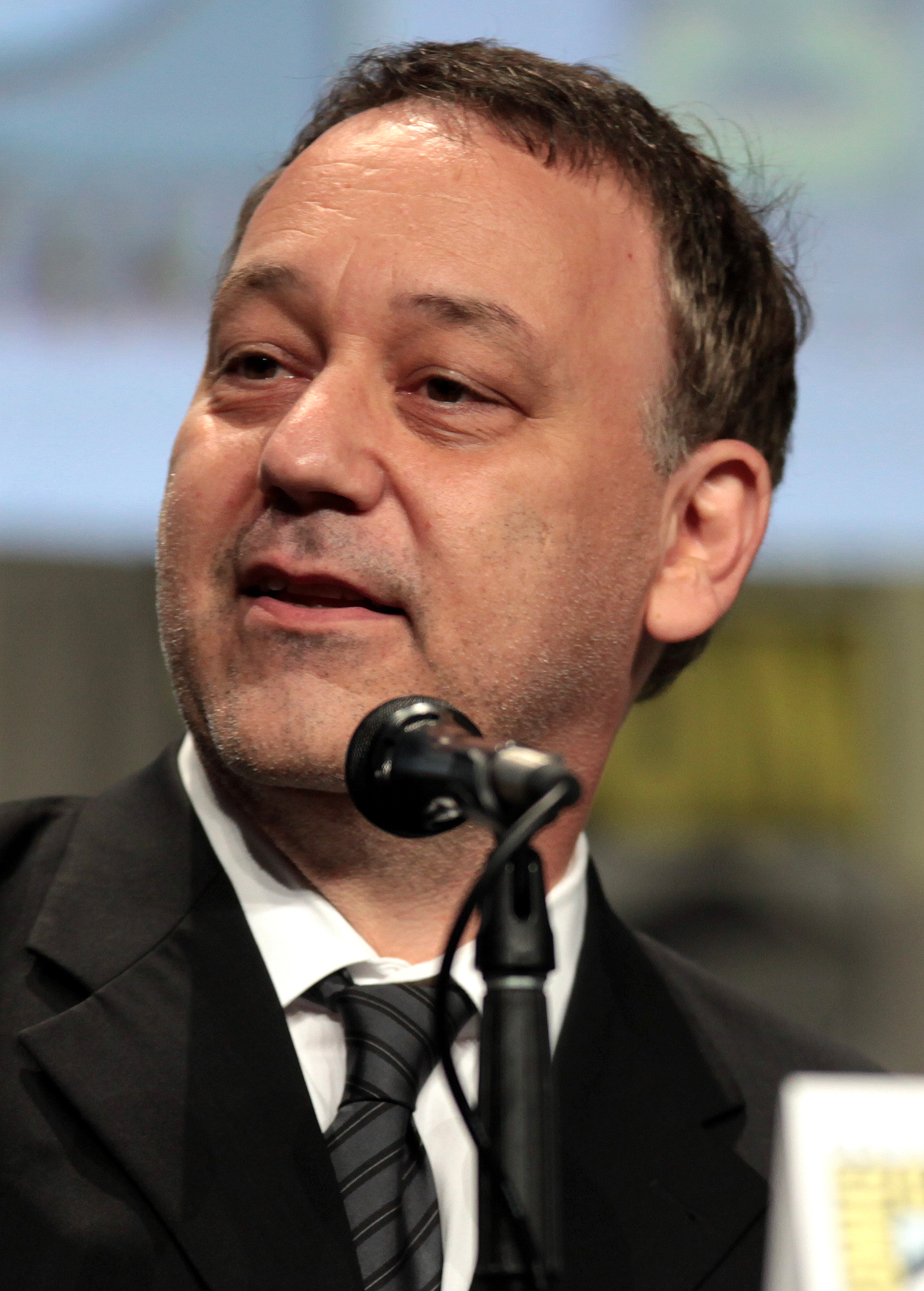
Сэм Рэйми

В процессе работы над первым фильмом Ирвин Шапиро предложил Рэйми подумать над второй картиной. Рэйми обдумал концепцию и остановился на идее средневекового эпоса, действие которого развернётся в 1300 году благодаря путешествию во времени. Он написал рассказ, а потом вместе с Шелдоном Летичем написал сценарий. Шапиро понравился сценарий, и он выставил его на торги под названием «Зловещие мертвецы и Армия тьмы» в 1983 году. Сценарий был невостребован некоторое время, затем к нему проявили интерес, однако ввиду бюджетных ограничений пришлось отказаться от съёмок в интерьере средневековья, оставив лишь домик в лесу и финал, в котором герой проваливается во времени.

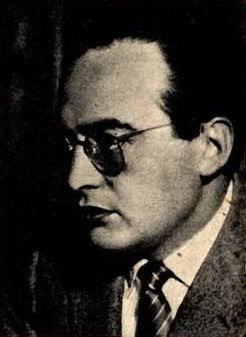
Дино Де Лаурентис

В 1988 году Студия Юниверсал дала добро на съёмку картины «Человек тьмы». После её успешного проката Renaissance Pictures заключила сделку с Дино Де Лаурентисом на съёмки продолжения Зловещих мертвецов. Оригинальный сценарий для Зловещих мертвецов 2 был обработан и адаптирован для съёмки. Над разными частями сценария работали Скотт Спигел, Брюс Кэмпбелл и Сэм Рэйми.
Дино Де Лаурентис дал Рэйми, Кэмпбеллу и Робу полную свободу действий в работе над картиной. Рэйми не хватало 3 миллионов для того, чтобы закончить картину, однако Студия Юниверсал отказывалась дать деньги до того момента, как будут улажен споры с Дино Де Лаурентисом относительно прав на персонажа доктора Ганнибала Лектора.
«Плохой. Хороший. Я парень с пушкой».
Сэм и Айван Рэйми переписывали оригинальный сценарий в течение восьми месяцев в Лос-Анджелесе и Огайо. Было создано несколько вариантов сценария. Действие одних проходило полностью в домике, других — полностью в 1300 году. Сценаристы решили противопоставить технологию сверхъестественному. Для того, чтобы привлечь более широкую аудиторию, сценарий делался с акцентом на приключения и шутки, отходя от канонов фильмов ужасов. В процессе написания сценария выяснилось, что бюджета в 8 миллионов, предлагаемого Де Лаурентисом, не хватит для реализации задуманного. Конечный бюджет составил около 11 миллионов, хотя Кэмпбеллу, Сэму и Робу пришлось добавить ещё миллион для того, чтобы отснять материал, который по мнению Де Лаурентиса был не нужен.

### Подбор актёров

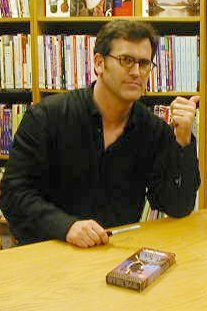
Брюс Кэмпбелл

Роль Эшли Уильямса вновь досталась сценаристу и актёру Брюсу Кэмпбеллу. Чтобы сыграть своего злого двойника, ему приходилось по 3 часа сидеть в кресле гримёра. На роль Шейлы, подружки Эша, пригласили актрису из Южной Африки Эмбет Дэвидц. Это была её первая роль в американском кино до появления в картине Спилберга «Список Шиндлера». Дино Де Лаурентис не был уверен в выборе актрисы, но изменил своё мнение после того, как увидел её выступление. Бриджит Фонда исполнила роль Линды в прологе картины, так как являлась фанаткой второго фильма и пробовалась на роль в предыдущей картине Рэйми «Человек тьмы». Роль второго[уточнить] в армии мертвецов сыграл Билл Моусли, известный по роли в картине «Техасская резня бензопилой 2». Тим Перо появился в качестве кузнеца.

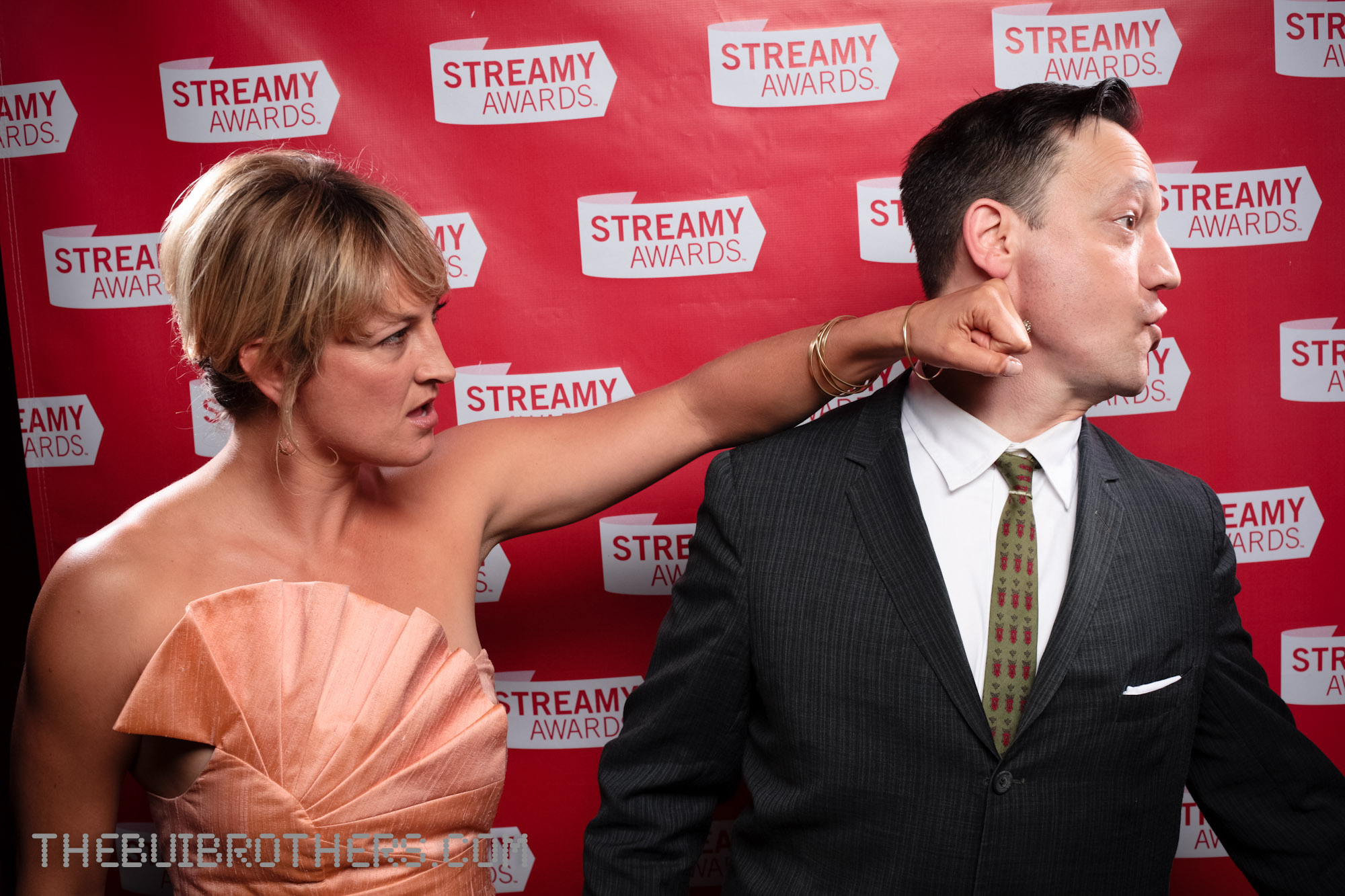
Тед Рэйми

Тед Рэйми сыграл по меньшей мере четырёх персонажей: трусливый воин, который не хочет умирать; человек, говорящий Эшу: «Можешь рассчитывать на мою сталь»; рыцарь с повязкой на глазу; клерк в магазине S-mart. Билли Брайан, сыгравший второго монстра в яме, также исполнил роль зефирного человека в «Охотниках за привидениями».
Рэйми нанял актёров, с которыми работал ранее на съёмках картины «Человек тьмы», несмотря на урезанный бюджет. Однако, пришлось нанять и новых людей, умеющих работать со специальными эффектами и лошадьми. Многие актёры были членами «Актёрской гильдии». Рассматривалась возможность снимать за рубежом, что помогло бы избежать пикетов актёров, однако в конечном итоге решено было снимать в Калифорнии, что помогло свести транспортные расходы к минимуму.

### Съёмки

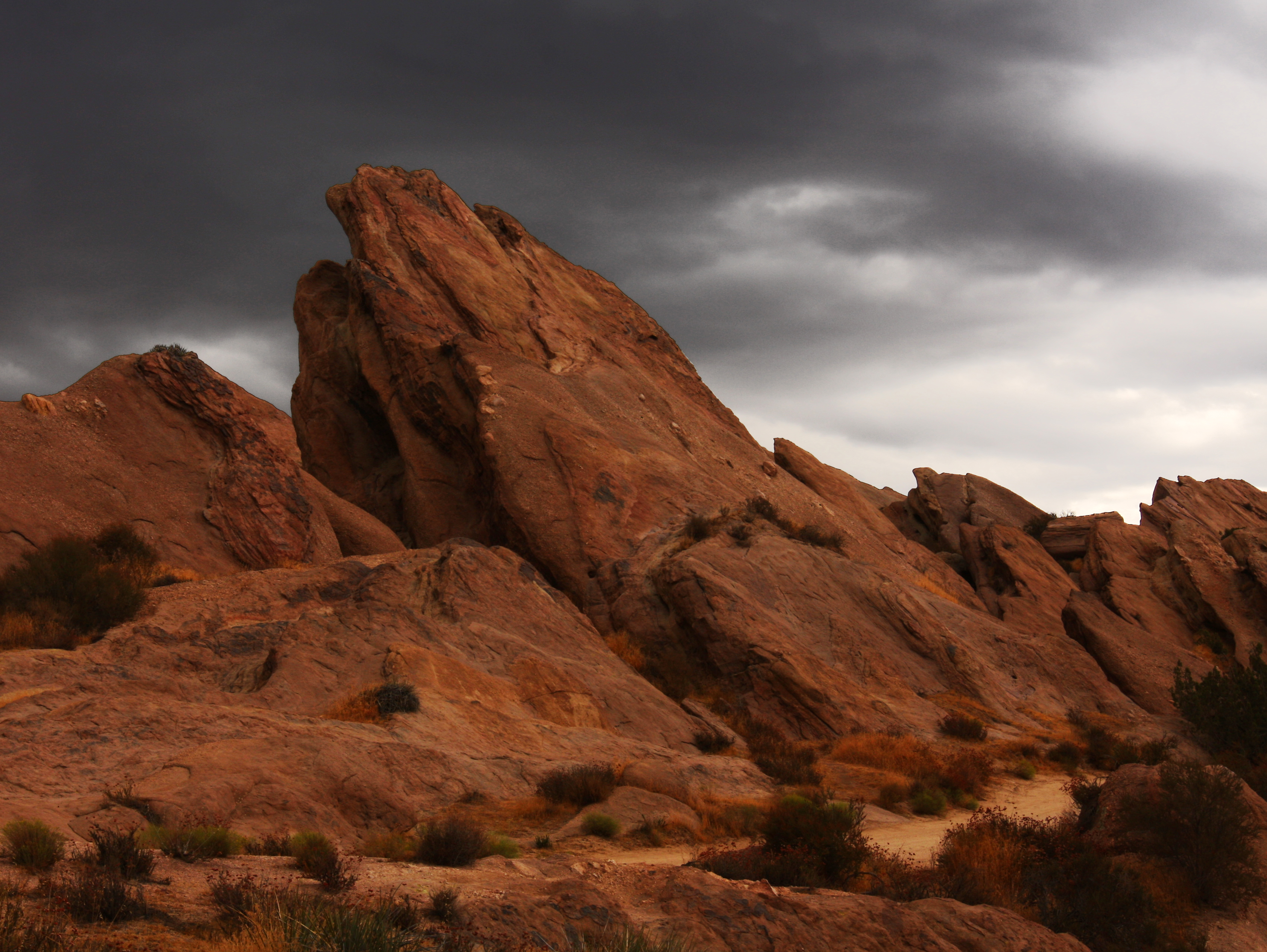
«Скалы Васкес»

Съёмки начались летом 1991 года, проходили в окрестностях штата Калифорния и длились 111 (100) дней плюс две недели пересъёмки финала через месяц. Из-за проблем в США сначала рассматривалась возможность снимать картину в Англии и Испании. Часть съёмок прошла на студии в Северном Голливуде. Для съёмок был отстроен замок на ранчо рядом с пустыней Мохаве в пятидесяти милях от Лос-Анджелеса. Замок был отстроен не полностью, его высота была от двадцати пяти до шестидесяти футов в наивысшей точке. Внутри были отстроены сторожка, кузница и сам двор. Остальные части замка появились благодаря специальным эффектам.

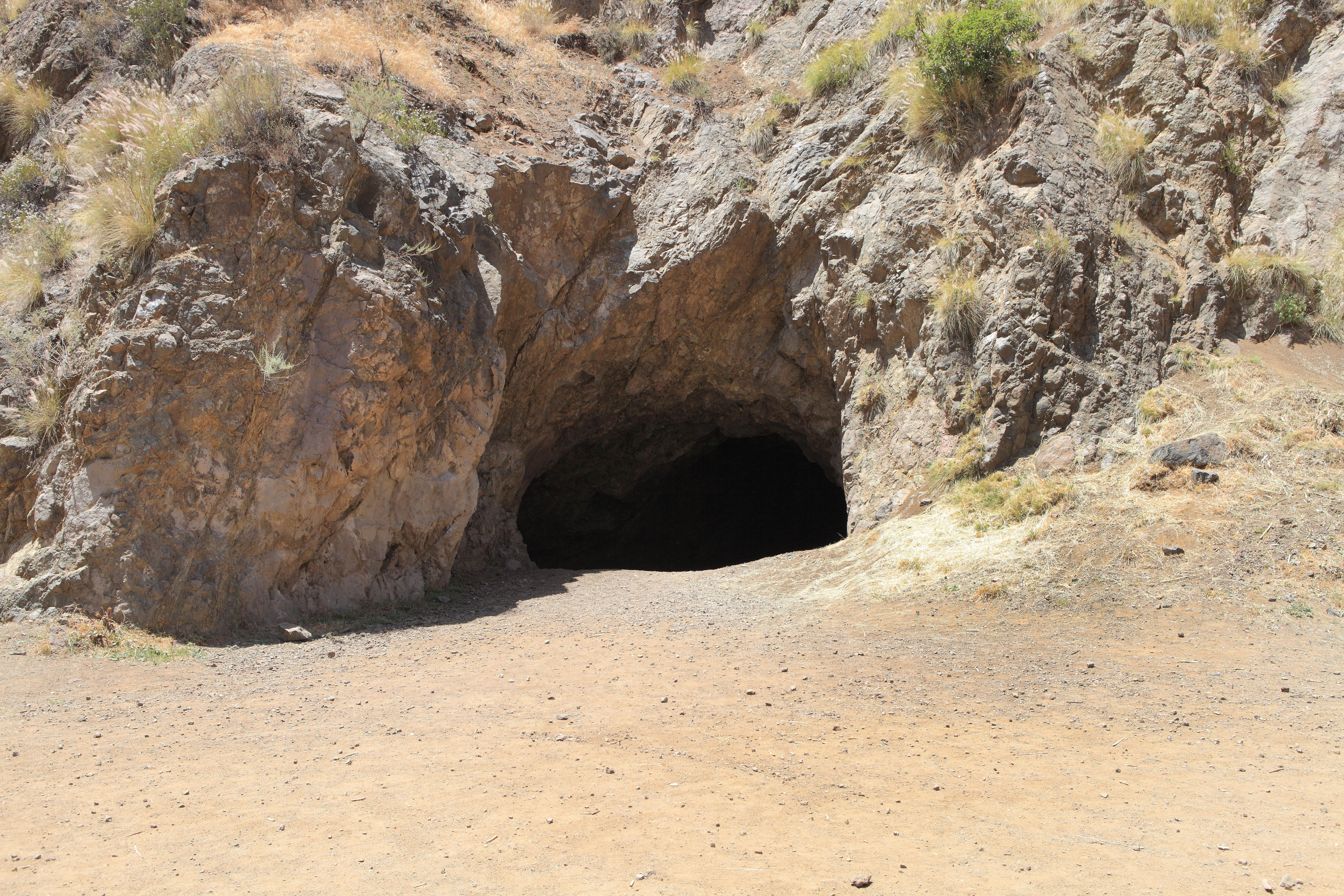
«Пещеры Бронсона»

Скалы Васкеса — достопримечательность, которая была использована в картине несколько раз — расположены на севере округа Лос-Анджелес. Они служили для съёмок множества телепрограмм, наиболее известной из которых является Звёздный путь. Равнины Чартольна были использованы для съёмок сцен погони, приведшей Эша к мельнице, и его возвращения с кладбища. Они расположены в горах Сан-Габриэль. Для съёмок оригинального финала использовались Пещеры Бронсона, которые расположены в Гриффит-парке в Лос-Анджелесе. В ноябре была произведена пересъёмка в тех же местах и в ряде новых, таких, как магазин пиломатериалов в Малибу. Картина стала второй совместной работой Сэма и оператора Билла Поупа. Впоследствии они также работали вместе над франшизой «Человек паук». В картине вновь появляется машина режиссёра — 1973 Oldsmobile Delta 88.

### Версии
Существует 4 версии картины: театральная, режиссёрская, международная и телевизионная. Режиссёрская версия включает оригинальный конец, в котором Эш просыпается в разрушенном Лондоне, проспав больше положенного. Кроме того, она длиннее театральной на 16 минут. Международная версия заканчивается в магазине S-Mart. Она является гибридом театральной и режиссёрской версии, подготовлена по просьбе Де Лаурентиса, из неё вырезана часть сцен, касающихся мини-Эшей. Все четыре версии имеют разный формат изображения.

### Реквизит

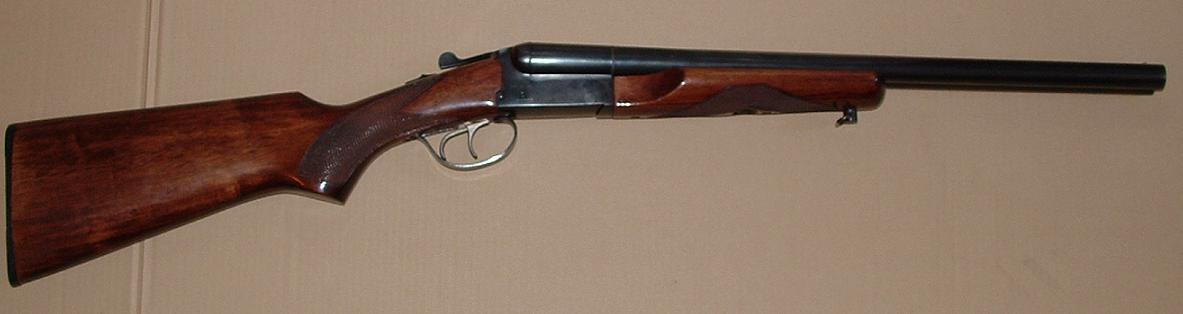
Короткое двухствольное ружьё, широко применялось на «Диком западе», выпускается с 1850 года.

Некрономикон Экс-Мортис или Книга Мертвых. Книга в переплёте из человеческой кожи, написанная кровью. Книгу должен раздобыть персонаж Брюса Кэмбелла для того, чтобы вернуться домой. Для создания новой книги мёртвых пригласили дизайнера Тома Салливана, которому отвели на всю работу одни выходные. Он собрал книгу, нарисовав иллюстрации на каждой странице акварельными красками. Во время съёмок сцены на кладбище стало понятно, что книга слишком мала и в ней трудно что-либо разглядеть. После этого была изготовлена новая книга, четыре страницы из старой были переработаны в одну. После съёмок книга пропала, однако другие две находятся в музее Тома Салливана. Часть реквизита со съёмок была распродана. Салливан владеет всеми правами на книгу и другой реквизит, который он изготовил. Несмотря на это, любители изготавливают свои версии книги.
«Двуствольный «Ремингтон» двенадцатого калибра. Лидер продаж С-Март. Вы можете найти такой в отделе спортивных товаров. Всё верно, эта сладкая крошка была сделана в Гранд-Рапидс, штат Мичиган. Розничная цена $109.95. Приклад из орехового дерева, ствол из воронёной стали и чувствительный курок.»

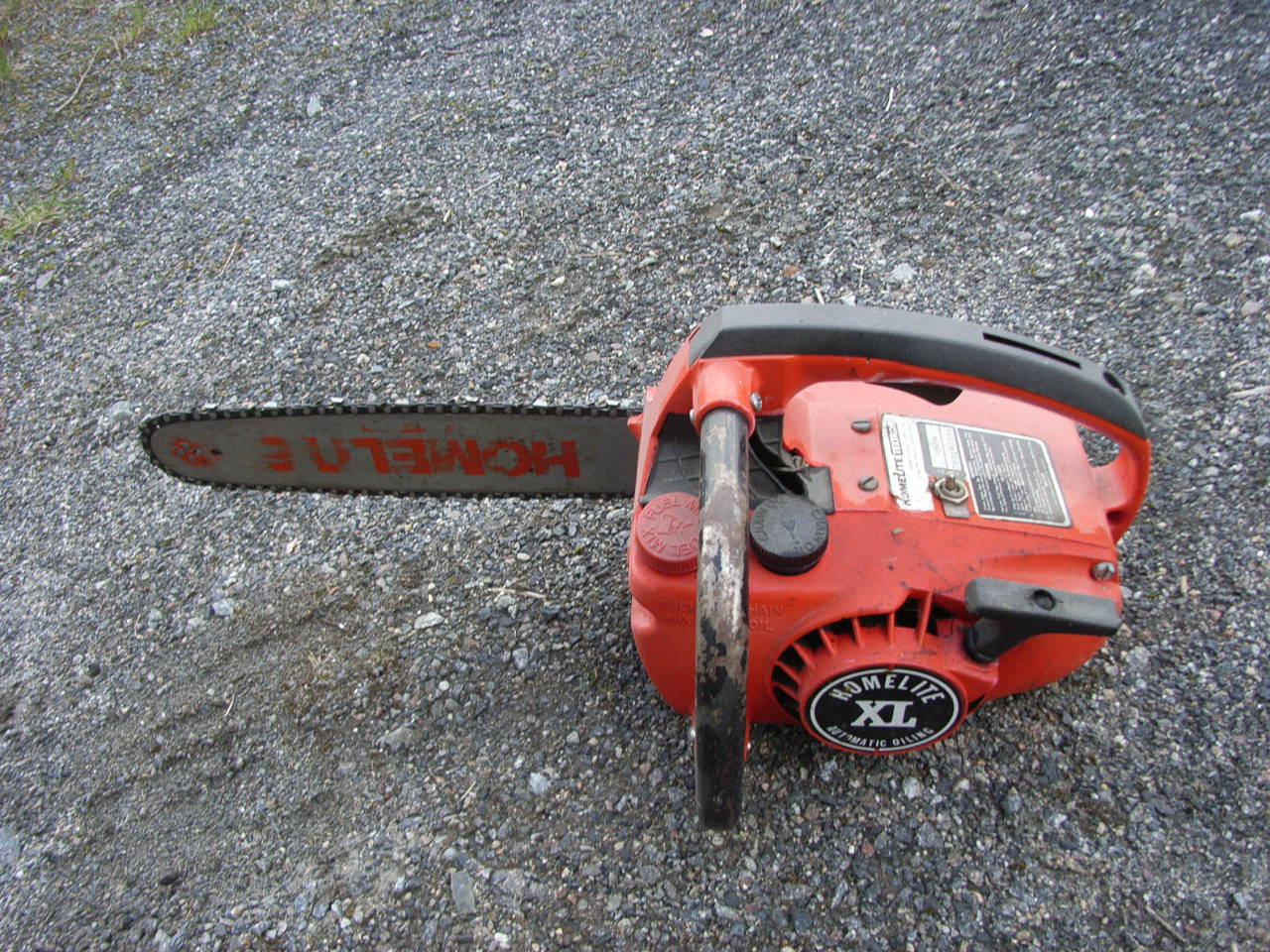
«Homelite XL» — марка пил, одна из которых была использована в картине, чтобы заменить потерянную по сюжету руку героя.

Несмотря на то, что́ говорит на экране герой Брюса Кэмпбелла, он не прав практически во всем. В действительности он держит в руках двуствольное ружьё IGA «Stoeger Coach Gun». Оно продавалось со стволами длиной 20 дюймов (508 мм), с полированным воронением металлических деталей, двумя спусковыми крючками, по цене 350—400 долларов за штуку. Очевидно также, что настоящее огнестрельное оружие не так просто приобрести. Для того, чтобы актёр легко мог выполнять трюки, была изготовлена копия ружья из бальзы с грузиками на концах и кольцом вместо спусковой скобы. Поскольку уложить оружие в кобуру за спиной оказалось непростой задачей, за спиной актёра на одном колене стоял человек, который придерживал ружьё. Что случилось с оружием после съёмки, достоверно неизвестно, возможно, что оно было продано с аукциона какому-то коллекционеру.
Верн Гайд и Гэри Джонс вернулись в состав съёмочной группы. Среди всего, что они создали, была и бензопила, надевающаяся на руку. Для съёмок использовали две пилы: одну версию носил на руке Кэмпбелл, а другая была для демонстрации и создания звука. Настоящий двигатель пилы был заменён на меньший 12-вольтный электрический мотор, так, чтобы актёр мог поместить руку внутрь. Поддельный выхлопной дым поступал в пилу через трубочку, которая проходила через брюки Кэмпбелла, а зубцы на цепи бензопилы были подпилены для безопасности.

## Критика

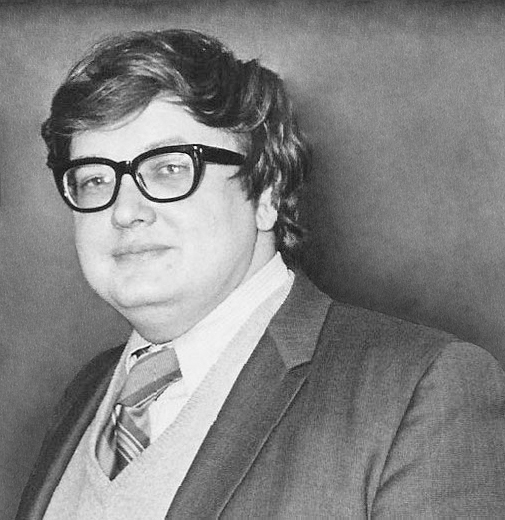
Роджер Эберт

Роджер Эберт посчитал, что фильм не такой смешной и занимательный, как «Зловещие мертвецы 2», возможно, потому, что шутки в картине не новы. Джанет Маслин, обозреватель Нью-Йорк Таймс, посчитала, что пародийно-героический образ актёра Брюса Кэмпбелла вполне согласуется с режиссёрской работой. Дессон Хоу в этом обзоре для газеты Вашингтон пост похвалила гибкую операторскую работу Билла Поупа и специалистов по специальным эффектам и макияжу Уильяма Меса и Тони Гарднер за их изобретательность. Однако, Энтертейнмент Уикли дали фильму рейтинг «С+». По мнению журнала, «Армия тьмы» напоминает картину «Ясон и аргонавты». Благодаря армии, сражающейся со скелетами, картина упала и превратилась в нечто среднее между пародией и спектаклем.

## Награды и номинации
- 1992 — участие в конкурсной программе кинофестиваля в Сиджесе.
- 1993 — приз «Золотой ворон» Брюссельского фестиваля фантастических фильмов.
- 1993 — приз критиков на фестивале фантастического кино Fantasporto.
- 1993 — участие в конкурсной программе кинофестиваля в Авориазе.
- 1994 — премия «Сатурн» за лучший фильм ужасов, а также номинация за лучший грим.